# Научно-исследовательский финансовый институт
Федеральное государственное бюджетное учреждение «Научно-исследовательский финансовый институт» (НИФИ) — ведомственное учреждение Министерства финансов Российской Федерации (Москва).
Институт основан в 1937 г. в качестве подразделения Наркомата финансов. Первоначально в структуру института входило 7 подразделений — секций. С 1939 г. произошла первая реформа структуры института — теперь она состояла из 5 исследовательских групп. С 1956 г. — в институте: 7 отделов и 18 подчиненных им секторов; с 1960 г. — 8 отделений.
В феврале 2012 года институт отметил 75 лет со дня основания. В своем нынешнем виде институт существует с 2012 г., после того как он был выведен из структуры Государственного университета Минфина России. В настоящее время в институте — 17 научных центров.
С момента образования в НИФИ работали такие видные ученые экономисты, как: В. П. Дьяченко, И. Д. Злобин, Д. П. Боголепов, К. Н. Плотников, Н. Н. Ровинский, А. В. Бачурин, Г. П. Косяченко, С. А. Ситарян, В. К. Сенчагов, Л. Е. Бабашкин, С. И. Лушин, В. Н. Семенов, Ю. М. Артемов, Г. В. Базарова, Р. Д. Винокур, А. Н. Кашаев, Г. Б. Поляк, К. Я. Чижов, С. М. Борисов, Д. Д. Бутаков, Н. В. Шеин, Ю. М. Осипов, И. Г. Русакова, О. В. Можайсков, Ю. А. Данилевский, Е. В. Коломин.
Директор НИФИ — В. С. Назаров, кандидат экономических наук, член Коллегии Минфина России.
Главные задачи института: проведение исследований наиболее актуальных проблем совершенствования методологии планирования финансовых ресурсов, оптимизации объёма расходов и доходов бюджетной системы, необходимого расширения и настройки инструментов финансово — кредитного механизма и др.